# Hardy Dræby
Hardy Dræby (født 10. juni 1937 i Aarhus) er en dansk entertainer og værtshusholder.
Dræby startede med at have diverse småroller på teatre i København og spillede også med i en svensk revy i 1958, nemlig Kar de Momme-revyen i Stockholm. Senere arbejde han som bartender både til vands og til lands.
Han er i dag bedst kendt som Bakkesanger i rollen som Mona Lisa i Dyrehavsbakkens pavillon Bakkens Hvile, hvor han debuterede i 1977 og siden optrådte i 20 sæsoner.
Han har desuden spillet med i Helsingør-revyen, vinterrevyen på Hotel Vildbjerg, Mogenstrup-revyen og Lindenborg-revyen. Desuden har han optrådt ved private arrangementer, samt ved byfester, f.eks. ved Århus Festuge. Hardy har også optrådt på film, nemlig i rollen som Milly i den danske spillefilm Lille Spejl fra 1978. Han har blandt andet også deltaget i tv-programmet Hit med sangen.
Han lagde ikke værtshuslivet helt bag sig, da han begyndte som sangerinde på Bakken, for han har været medejer af restaurant Queen Victoria i København, og har også ejet værtshuset Kanal Kroen i Gilleleje til år 2016